# الشعبين (خولان)

تعديل مصدري - تعديل

الشعبين هي إحدى قرى عزلة بني شداد بمديرية خولان التابعة لمحافظة صنعاء، بلغ تعداد سكانها 249 نسمة حسب تعداد اليمن لعام 2004.